# 許一敏
許一敏（1968年3月24日—），已退役印尼女子羽球運動員。
雖然許一敏在1990年荷蘭羽球公開賽上贏得女子單打冠軍，但她主要是雙打選手，尤其在混合雙打比賽中表現優異。在1990年代和21世紀初期，她贏得了許多國際混合雙打冠軍，其搭檔大部分是特里·庫沙揚托搭檔，後來也有邦邦·蘇普里昂托。其中包括泰國羽球公開賽（1994年、1996年）、印尼羽球公開賽（1995年至1999年）、新加坡羽球公開賽（1995年、1998年）、馬來西亞羽球公開賽（1996年、1998年、2000年）和日本羽球公開賽（2001年）等公開賽；以及東南亞運動會（1995年）、世界羽球大獎賽（1995年）、羽球世界杯（1996年）和亞洲羽球錦標賽（2000年）。
許一敏和特里·庫沙揚托並沒有在羽球三項最負盛名的個人球員錦標賽中奪冠：奧運會、世界羽球錦標賽和全英羽球公開錦標賽。他們在1997年全英賽事獲得亞軍，1997年在蘇格蘭格拉斯哥舉行的IBF世界錦標賽獲得銅牌。在澳大利亞雪梨舉行的2000年奧運會上，他們在輸給中國選手張軍和高崚的一場非常接近的決賽后獲得銀牌。
從國家隊退役後，許一敏於2003年移居菲律賓，開始了菲律賓國家羽球隊教練的新職業生涯。她還代表菲律賓參加國際比賽。2016年，她搬回了自己的家鄉，後來進入印尼國家羽球隊擔任女子單打助理教練。

## 外部連結
- 許一敏在世界羽球聯盟的登錄資料